# Ian Carr
Ian Carr (21. dubna 1933 Dumfries, Skotsko – 25. února 2009 Londýn, Anglie) byl britský trumpetista a hudební skladatel, starší bratr klavíristy Mikea Carra. Na trubku začal hrát ve svých sedmnácti letech a v letech 1960–1962 hrál se svým bratrem v kapele EmCee Five. Následně hrál do roku 1969 v kvintetu s Donem Rendellem a roku 1969 založil vlastní kapelu Nucleus. Později působil ještě ve skupině United Jazz + Rock Ensemble; mimo to nahrával i s nejazzovými hudebníky, například Nico a No-Man.